# Congoglanis alula
Congoglanis alula és una espècie de peix pertanyent a la família dels amfílids i a l'ordre dels siluriformes.

## Descripció
Fa 14,1 cm de llargària màxima. Es diferencia de Congoglanis inga per tindre les barbetes sensorials maxil·lars més curtes, les aletes pelvianes més allargades, l'amplada interorbitària relativament estreta (1,5 vegades el diàmetre dels ulls vs. 2 vegades) i els radis de l'aleta anal més curts; i de Congoglanis sagitta per posseir les aletes pectorals i pelvianes més llargues, el peduncle caudal més curt, l'amplada interorbitària relativament estreta (1,5 vegades el diàmetre dels ulls vs. dues vegades), l'aleta anal situada més enrere i un menor nombre de vèrtebres (36-39 vs. 39-41).

## Alimentació
El seu nivell tròfic és de 3,01.

## Hàbitat i distribució geogràfica
És un peix d'aigua dolça, demersal i de clima tropical (3°N-10°S, 14°E-30°E), el qual viu a Àfrica: els grans ràpids de la conca del riu Congo (des del riu Lukuga -emissari del llac Tanganyika- fins als ràpids Kisimba-Kilia, incloent-hi les cascades Boyoma i els rius Aruwimi, Bomu, Kasai, Cuango, Lualaba, Ubangui i Uele) a Angola, la República Centreafricana, la República del Congo i la República Democràtica del Congo. Els registres provinents dels ràpids Luachimo i dels rius Inga i Luongo són erronis i corresponen, respectivament a Congoglanis howesi, Congoglanis inga i Congoglanis sagitta. Normalment, es troba als trams més cabalosos dels rius i sempre associat amb grans roques (la part inferior de les quals ocupa durant el dia, mentre que a la nit es desplaça a la superior). Comparteix el seu hàbitat amb altres espècies reòfiles dels gèneres Labeo, Euchilichthys i Chiloglanis.

## Observacions
És inofensiu per als humans, el seu índex de vulnerabilitat és baix (10 de 100) i és consumit per les poblacions humanes locals.